# TOEFL
TOEFL (ang. Test of English as a Foreign Language) – egzamin sprawdzający umiejętność rozumienia i posługiwania się językiem angielskim w środowisku akademickim. Wiele uczelni wyższych stosujących angielszczyznę jako język wykładowy wymaga od swoich studentów, których językiem ojczystym nie jest angielski, zdania tego egzaminu. Co więcej, różnego rodzaju agencje rządowe, firmy, a także programy stypendialne wykorzystują wynik z tego egzaminu w procesach decyzyjnych. Wyniki egzaminu są ważne przez dwa lata. Po upływie tego czasu są one usuwane z oficjalnej bazy danych. Uczelnie wyższe zwykle biorą pod uwagę tylko ostatni wynik. 
TOEFL jest zastrzeżonym znakiem towarowym Educational Testing Service (ETS), największej organizacji na świecie zajmującej się tworzeniem i przeprowadzaniem egzaminów sprawdzających umiejętności językowe oraz badaniami w dziedzinie edukacji.
Po raz pierwszy TOEFL został przeprowadzony w 1964 roku, a od tamtego czasu przystąpiło do niego na całym świecie prawie 20 milionów studentów.

## Forma i zasady testu

### Test internetowy –iBT
Test internetowy (ang. Internet-Based Test) został wprowadzony w 2005 roku; od tamtego czasu stopniowo zastępował testy w formie komputerowej i papierowej. iBT wprowadzano fazami. W 2005 roku test ten można było zdawać w Stanach Zjednoczonych, Kanadzie, Francji, Niemczech i we Włoszech. Od 2006 roku stał się dostępny na całym świecie, a liczba centrów egzaminacyjnych wciąż wzrasta. 
Pomimo dużej liczby osób wyrażających chęć zdawania testu kandydaci zmuszeni byli do kilkumiesięcznego oczekiwania na możliwość przystąpienia do egzaminu. Teraz ten czas w większości krajów się skrócił. Od momentu rejestracji do chwili zdawania egzaminu upływa zwykle od tygodnia do miesiąca. Test trwa cztery godziny i składa się z czterech części. Każda z nich sprawdza głównie jedną ze sprawności językowych (jednakże może się zdarzyć tak, że do rozwiązania jednej z części wymagane będzie użycie więcej niż jednej umiejętności). W egzaminie TOEFL kładzie się nacisk na język używany na uczelniach, w środowisku akademickim. Podczas iBT zdający może robić notatki. Do testu nie można przystępować częściej niż raz na tydzień.
1. Czytanie (ang. reading)
Część ta składa się z 3–5 długich tekstów i pytań do nich. Teksty, które pojawiają się na egzaminie, są podobne do tych, jakie znajdują się w podręcznikach akademickich używanych na studiach pierwszego stopnia. Studenci odpowiadają na pytania dotyczące głównej myśli tekstu, szczegółów, słownictwa, funkcji poszczególnych tekstów, a także wyciągają wnioski, parafrazują, uzupełniają teksty zdaniami najbardziej pasującymi do kontekstu. Nowe typy pytań w iBT wymagają parafrazowania zdań, uzupełniania tabel, a także pisania streszczeń. Do udzielenia odpowiedzi na pytania nie jest zwykle potrzebna wiedza ogólna, jednakże posiadanie takiej wiedzy może pomóc.
2. Słuchanie (ang. listening)
Część ta składa się z sześciu długich tekstów i pytań do nich. Są to dwie rozmowy studenckie i cztery wykłady akademickie, bądź dyskusje. Studenci odpowiadają na pytania dotyczące głównej myśli tekstu słuchanego, szczegółów w nim zawartych, funkcji poszczególnych wypowiedzi, opinii osób mówiących, a także wyciągają wnioski i określają ogólną organizację wypowiedzi.
3. Mówienie (ang. speaking)
Część ta składa się z sześciu zadań: dwóch niezależnych i czterech zintegrowanych. W dwóch niezależnych zadaniach studenci muszą odpowiedzieć na pytania dotyczące różnych aspektów życia akademickiego. W dwóch zadaniach zintegrowanych (połączenie czytania, słuchania i mówienia) studenci muszą przeczytać tekst, wysłuchać nagrania, a później wskazać relację między tekstem, który przeczytali, a tym, który usłyszeli. W dwóch kolejnych zadaniach zintegrowanych (połączenie słuchania i mówienia) studenci muszą wysłuchać obszernych tekstów, a później je streścić i wyrazić swoją opinię na tematy w nich zawarte. Od osób przystępujących do egzaminu wymaga się umiejętności przekazania informacji, wyjaśniania pojęć, a także bronienia swoich opinii w sposób, jasny, precyzyjny i spójny.
4. Pisanie (ang. writing)
Na część pisemną składają się dwa zadania, jedno zintegrowane i jedno niezależne. W zadaniu zintegrowanym studenci muszą przeczytać tekst akademicki, wysłuchać nagrania, a później wyrazić relację między tekstem, który przeczytali, a tym, który usłyszeli. W zadaniu niezależnym studenci muszą napisać wypracowanie na zadany temat.

| Zadanie   | iBT                    | Czas     |
| --------- | ---------------------- | -------- |
| CZYTANIE  | 3 teksty i 39 pytań    | 60 minut |
| SŁUCHANIE | 6 tekstów i 34 pytania | 50 minut |
| MÓWIENIE  | 6 zadań i 6 pytań      | 20 minut |
| PISANIE   | 2 zadania i 2 pytania  | 50 minut |

Uwaga   Co najmniej jedna sekcja testu zawiera dodatkowy, nieoceniany materiał. ETS zamieszcza dodatkowy materiał, aby go przetestować i ewentualnie użyć w kolejnych testach. Zdający egzamin musi skupić się na poprawnym rozwiązaniu każdego materiału, gdyż nie jest powiedziane, która część jest oceniana, a która jest dodatkowa. Jeśli na przykład zamiast trzech tekstów w części czytania ze zrozumieniem znajdują się cztery, oznacza to, że trzy z nich będą oceniane, a jeden zostanie pominięty. Dodatkowy tekst może być każdym z nich. 
(Dokładny opis oraz przykładowe testy dostępne są na oficjalnej stronie ETS)

### Test komputerowy –CBT
Test komputerowy CBT (ang. Computer-Based Test) został zlikwidowany 30 września 2006 roku. Podzielony był na cztery sekcje sprawdzające poziom znajomości języka: słuchanie, struktury gramatyczne, czytanie ze zrozumieniem oraz pisanie. Robienie notatek było zakazane, a sam test trwał średnio 4,5 godziny. Do testu można było podejść nie częściej niż raz w miesiącu.
1. Słuchanie ze zrozumieniem (ang. listening comprehension; 40–60 minut) 
  - Pytania: «Krótkie dialogi pomiędzy dwojgiem lub więcej osób prowadzone w środowisku akademickim, na przykład rozmowy studentów, wykłady oraz dyskusje». Pytania miały przeważnie formę „kto i co powiedział”. Test składał się z 11–17 krótkich dialogów, 2–3 również krótkich konwersacji oraz 4–6 wykładów i dyskusji. Całkowita liczba pytań wynosiła od 30 do 59.
2. Struktury gramatyczne (ang. structure; 15–20 minut)
  - Pytania: «Znajdź błędne wyrazy w zdaniu, a następnie uzupełnij zdania, wstawiając w lukę wyraz w poprawnej formie». Test składał się z 10–15 pytań, polegających na znalezieniu błędów i 10–15 pytań, gdzie należało poprawnie uzupełnić zdania.
3. Czytanie ze zrozumieniem i słownictwo (ang. reading comprehension and vocabulary; 70–90 minut)
  - Pytania (ang. essay writing): Pytania dotyczyły treści, zamierzeń autora i treści wynikających z każdego z podanych tekstów.
4. Pisanie (30 minut)
  - Pytania: «Napisz esej na jeden z podanych tematów i wyraź swoją opinię, na przykład: „Czy badania nad komórkami macierzystymi są potrzebne? Uzasadnij swoją odpowiedź”».

Słuchanie i struktury gramatyczne były sekcjami sprawdzanymi przez komputer, co oznaczało, że poziom trudności każdego pytania zależał od poprawności odpowiedzi udzielonej na poprzednie pytanie. Komputer musiał ocenić każde pytanie, aby wybrać kolejne, dlatego też zdający musiał odpowiedzieć na każde z pytań wtedy, kiedy pojawiło się ono na ekranie. W tej części testu nie można było ominąć żadnego pytania, czy wrócić do poprzedniego, aby zmienić odpowiedź.
Część testu sprawdzająca umiejętność czytania ze zrozumieniem nie była sterowana przez komputer, więc zdający mógł ominąć któreś z pytań lub powrócić do poprzednich. W tej sekcji odpowiedzi podane przez zdającego nie miały wpływu na poziom trudności następnych pytań.

### Test w wersji papierowej –PBT
W miejscach, gdzie nie ma możliwości przeprowadzenia testu na komputerach (test internetowy iBT oraz test komputerowy CBT), organizowany jest test w wersji papierowej – PBT (Paper-Based Test). Osoby chcące zapisać się na egzamin w centrum egzaminacyjnym nie mogą tego zrobić w dniu testu. Muszą zarejestrować się wcześniej, wypełniając formularz załączony do broszurki informacyjnej na temat testu TOEFL. W celu zapewnienia sobie miejsca należy zapisać się odpowiednio wcześnie, ponieważ centra egzaminacyjne oferują ograniczoną liczbę miejsc i mogą mieć komplet jeszcze przed końcem zapisów. Testy organizowane są tylko kilka razy w roku. 
Test PBT sprawdza poziom tych samych umiejętności, co test komputerowy CBT, aczkolwiek są pewne różnice w formie tych testów. Przede wszystkim inna jest liczba pytań oraz skala punktacji. Test w wersji papierowej zawiera więcej pytań i trwa mniej więcej 4 godziny. Do testu można podchodzić dowolną liczbę razy. Jednakże koledże i uniwersytety biorą pod uwagę wynik tylko ostatniego podejścia.
1. Słuchanie (ang. listening (30–40 minut)
Składa się z trzech części. Pierwsza część zawiera 30 pytań do krótkich dialogów. Druga część składa się z 8 pytań do dłuższych dialogów. Ostatnia część składa się z 12 pytań do dłuższych wypowiedzi np. wykładów.
2. Pisanie i stosowanie struktur gramatycznych (ang. structure and written expression; 25 minut) 
W tej części jest 15 ćwiczeń typu „uzupełnij zdanie” oraz 25 ćwiczeń typu „znajdź błąd”.
3. Czytanie ze zrozumieniem (ang. reading comprehension; 55 minut)
Składa się z 50 pytań do tekstów.
4. Pisanie (ang. writing; 30 minut) 
Jeden esej, zawierający ok. 250–300 słów.

## Wyniki testu

### Test internetowy
- Z internetowej wersji testu TOEFL (iBT) można uzyskać od 0 do 120 punktów.
- Wszystkie cztery części (czytanie, słuchanie, mówienie oraz pisanie) obejmuje punktacja w skali od 0 do 30. Ogólny wynik jest sumą punktów uzyskanych ze wszystkich części podzieloną przez liczbę punktów możliwych do zdobycia.
- Za część ustną zazwyczaj można uzyskać od 0 do 4 punktów, a za pisanie od 0 do 5. Ta punktacja jest następnie przeliczana na skalę od 0 do 30 punktów.

### Test komputerowy
- Test składa się z trzech części (słuchanie, struktury gramatyczne/pisanie oraz czytanie). Każda część oceniana jest w skali od 0 do 30 punktów. Wynik końcowy to średnia uzyskanych punktów, podawana w skali od 0 do 300.
- Wynik za część pisemną jest wliczany do wyniku za stosowanie struktur gramatycznych. Aby ukończyć egzamin, kandydat musi uzupełnić część pisemną nawet w przypadku, gdy ubiega się o miejsce na uczelni, która nie wymaga oceny za część pisemną.
- Część pisemna jest oceniana w skali od 0 do 6 (6: bardzo dobra umiejętność pisania, 5: średnia umiejętność pisania, 4: słaba umiejętność pisania, od 1 do 3: brak umiejętności pisania). Esej jest czytany i oceniany przez dwóch egzaminatorów. Ostateczny wynik jest średnią tych ocen. W przypadku, gdy oceny egzaminatorów różnią się o 1 lub więcej punktów, esej sprawdzany jest przez trzeciego egzaminatora.

### Test w wersji papierowej
- Wynik końcowy PBT jest sumą punktów uzyskanych z trzech części (słuchanie 31–68, struktury gramatyczne 31–68 oraz reading 31–68) i mieści się w przedziale 310–677 punktów. PBT różni się od CBT tym, że ocena za część pisemną (zwana TWE – the Test of Written English) nie jest wliczana do wyniku ogólnego, lecz podawana osobno w skali od 0 do 6.
- Wynik ze słuchania, struktur gramatycznych oraz czytania nie jest wynikiem procentowym uzyskanym na podstawie ilości poprawnych odpowiedzi. Punkty są przeliczane w taki sposób, aby uwzględnić różnorodność stopnia trudności zadań. Taki system punktacji lepiej odzwierciedla umiejętności kandydata.

ETS opublikowało tabelki do przeliczania wyników z iBT, CBT oraz PBT.

## Rejestracja
- Pierwszym krokiem w procesie rejestracji jest uzyskanie egzemplarza broszury informacyjnej na temat egzaminu TOEFL. Broszurę można ściągnąć z Internetu albo zamówić ze strony internetowej TOEFL.
- W broszurze zamieszczona jest informacja na temat miejsca i czasu odbywania się testu iBT.
- Informacje na temat wypełnienia oraz składania formularza zgłoszeniowego zawarte są w broszurze informacyjnej. Należy pamiętać, aby postępować dokładnie według poleceń.